# ТВ Петровец
ТВ Петровец (слч. TV Petrovec) je војвођанска телевизија, која програм емитује од 16. новембра 1997. године и главно средиште телевизије је у Бачком Петровцу.

## Емитовање програма
Телевизија емитује програм за регион са словачком националном мањином дневно од 18:30 до 23 сата. Емитовање је усредсређено на ширење словачког језика и културе месног становништва, нуди информациони и образовни програм. Посебно је оријентисана на пољопривредне и привредне теме.

## Емисије
- Звон
- Недеља са вама
- Минути плус
- Моља
- Обавештења
- Кленоти
- Музички микс
- Комшије, шта радите?